# Joseph Marie Jacquard

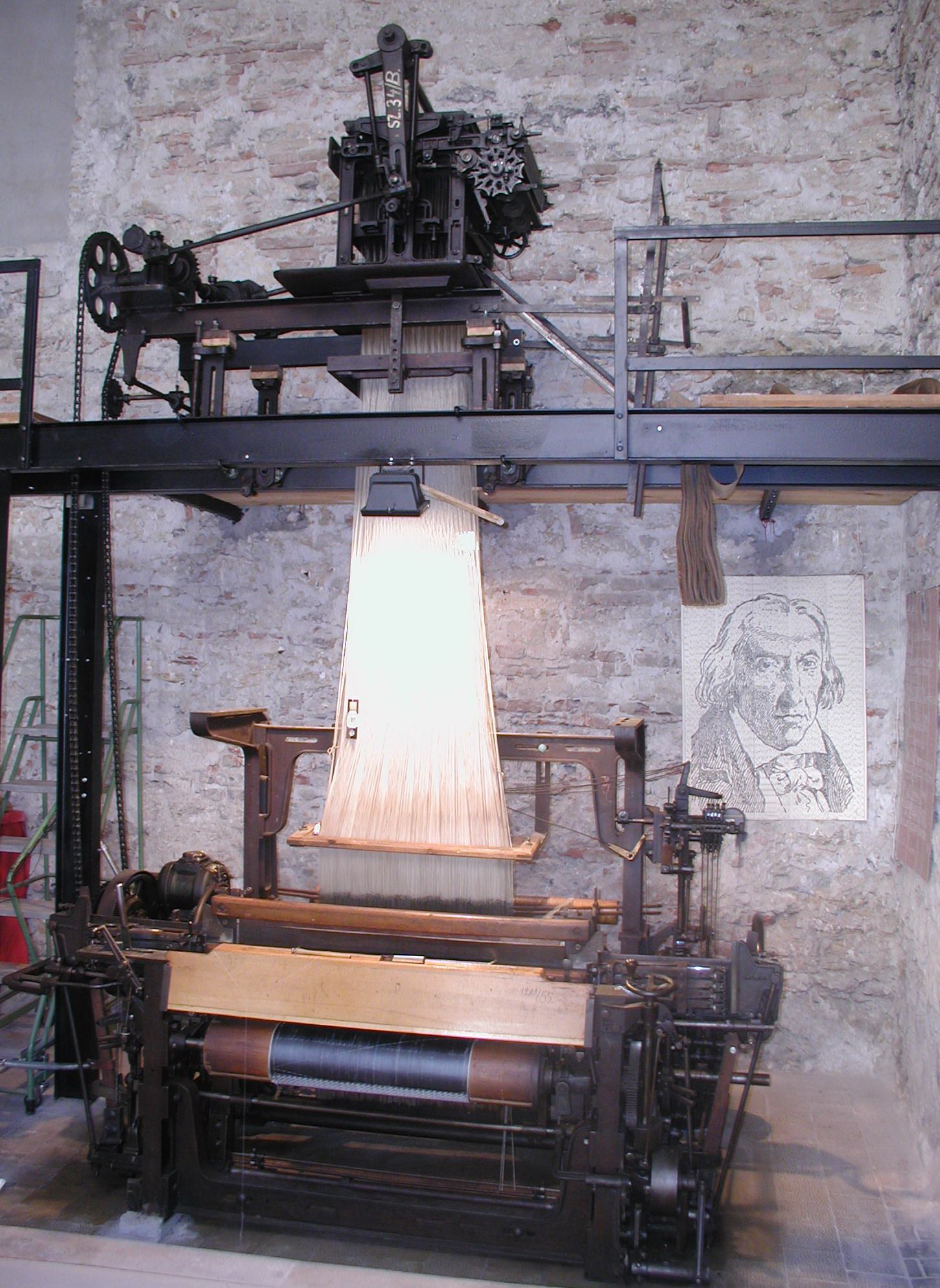
Magyar gyártmányú, jacquard-rendszerű selyemszövőgép a Goldberger Textilipari Gyűjteményben (Láng Gépgyár, 1910 körül)

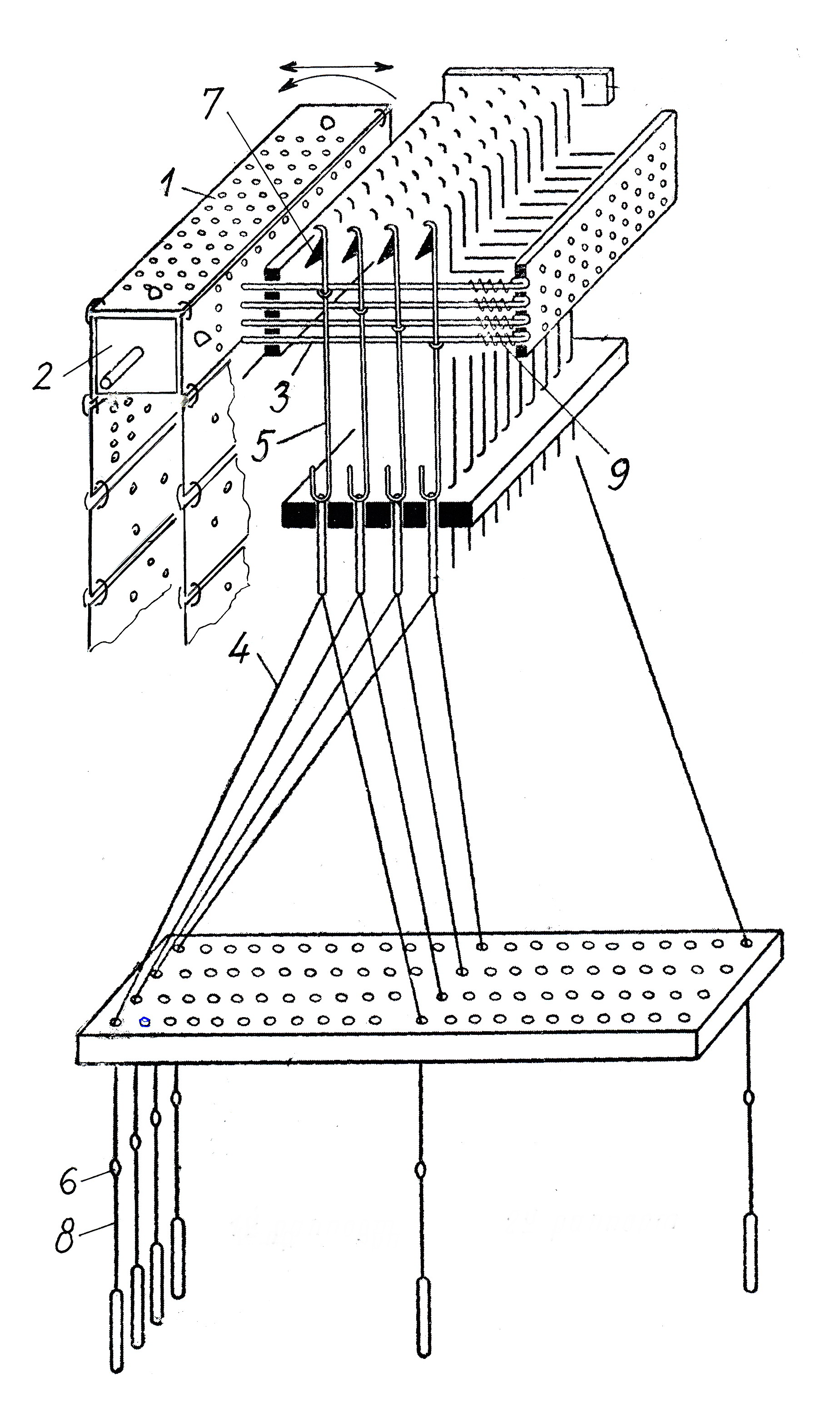
Jacquard-berendezés vázlata

Joseph Marie Jacquard [ejtsd: zsozef-mári zsákár] (Lyon, 1752. július 7. –
Oullins, 1834. augusztus 7.) francia feltaláló, a szövőszék továbbfejlesztője. 1805-re elkészült találmánya, a bonyolult, nagy mintaelemű szövés mintavezérlésének automatizálása, forradalmasította a szövésnek ezt a területét. Ugyanakkor kihatott más műszaki szakterületekre is, mert az általa alkalmazott lyukkártyás vezérlést alkalmazta később, a 19. század második felében Charles Babbage úgynevezett analitikai gépén (amely a számítógépek egyik ősének tekinthető), majd Herman Hollerith azon a gépén, amelyet eredetileg az 1890. évi USA-beli népszámlálás eredményeinek feldolgozására fejlesztett ki és amely később világszerte elterjedt az adatfeldolgozásban. A textiliparban máig jacquard-berendezésnek neveznek minden olyan szerkezetet – nemcsak szövőgépeken, hanem kötőgépeken, fonatológépeken stb. is –, amely valamilyen módon egyedileg vezérel bizonyos szerkezeti elemeket (a szövőgépen a nyüstszálakat, a kötőgépen tűket, a fonatológépeken babákat stb.), függetlenül attól, hogy a régebbi gépeken valóban még lyukkártyás vagy lyukszalagos megoldást, az újabb gépeken pedig számítógépes vezérlést alkalmaznak-e. A „jacquard-minta” a textiliparban mindig nagy, bonyolult mintaelemű szerkezeti vagy színmintát jelent, akármilyen kelmeképző gépen készítik is.

## Élete és munkássága
Joseph Marie Jacquard 1752-ben Lyonban, a franciaországi selyemszövés központjában született. Apja is ezzel foglalkozott és fiát is műhelyében foglalkoztatta.
A nagy, bonyolult mintaelemű selyemszövetek előállításának korabeli módszere szerint egy, a szövőszék felső részén ülő gyermek mozgatta a mintázó láncfonalakat különféle zsinórok húzogatásával, egy e célra költött versike folytonos ismételgetése mellett, az abban rögzített rendszer szerint. A szövőszéket magát eközben a gépen dolgozó szövőmester működtette. Jacquard is ilyen „zsinórhúzó fiúként” dolgozott apja szövödéjében. Erre az igen fárasztó munkára nem csak azért foglalkoztattak gyerekeket, mert ők olcsóbb munkaerőt képviseltek, hanem azért is, mert a szűk helyen jobban elfértek és vékony ujjaikkal könnyebben kezelték a bonyolult zsinórzatot.
Az ifjú Jacquard nem szerette ezt a munkát és inkább kitanulta a könyvkötészetet, de apja halála után mégis át kellett vennie a műhelyt. Már akkor sokat kísérletezett azzal, hogy hogyan lehetne javítani az alkalmazott módszeren és egyúttal meggyorsítani a szövőszékek munkáját, amelyek termékei iránt igen nagy volt a kereslet. Jacquard ebben a szakmában nem volt sikeres, elszegényedett és más megélhetési forrás után kellett néznie. Mészégetőnek állt, felesége pedig szalmakalapok készítésével foglalkozott. A francia forradalom idején (1789–1799) Lyon sokat szenvedett és Jacquard műhelyét is lerombolták. 1793-ban ő maga is beállt a forradalmárok közé és csak 1801-ben, Napoléon Bonaparte konzuli uralomra jutása (1799) után folytathatta a szövőgép tökéletesítésére irányuló próbálkozásait. Első találmánya egy hálókészítő gép volt, amely olyan tetszést aratott, hogy  kinevezték a Conservatoire des Arts et Métiers, a világ első műszaki múzeuma vezetőjének. Itt talált rá a Jacques de Vaucanson által készített damasztszövő gépre, amelyen a minta vezérlésére egy hengerre illesztett, lyukakkal ellátott papírtekercs szolgált és amely későbbi találmányának egyik előképe lett. Egy másik, Jacquardnak ötletet adó találmány Jean Falcon 1728-ból származó konstrukciója volt, amely egymáshoz fűzött, lyukasztott papírkártyákon alapult. Jacquard egyik szövőgép-konstrukcióját a lyoni takácsok összetörték és őt magát is bántalmazták, mert találmányától a kenyerüket féltették. Néhány selyemszövő mégis támogatta a munkáját. Újabb, tökéletesített szövőgépét bemutatta Párizsban egy ipari kiállításon és ezzel bronzérmet nyert el. Három évvel később ismét Párizsban mutatta be újabb konstrukcióját, amely végül is Vaucanson és Falcon találmányainak szellemes adaptálása volt a szövőgépre: a szögletes fahasábra felfűzött, lyukasztott lemezek végtelenített láncolatát, amely a hozzá kapcsolt szerkezet révén lehetővé tette a láncfonalak emelésének és süllyesztésének egyedi kiválogatását. Ez a szerkezet nagy mértékben egyszerűsítette és meggyorsította a bonyolult mintájú szövetek gyártását és csökkentette a hibalehetőségeket is.
Ezzel a találmányával Jacquard valóban sikert aratott. Szabadalmát Lyon városa megvette és 1806-ban lehetővé tette szabad hasznosítását, emellett a feltaláló minden egyes értékesített példányért jutalékot kapott, Napóleon császár pedig egész életére állami nyugdíjat ítélt meg számára.
Bár a selyemszövők hevesen tiltakoztak a találmány alkalmazása ellen, mert féltették a munkájukat és a megélhetésüket, a szerkezet előnyei oly mértékben meggyőzőek voltak, hogy végül mégis elfogadták azt és 1812-ben már 11 ezer jacquard-szövőgép dolgozott Franciaországban. 
Jacquard érdemei a szövőgép tökéletesítése terén elvitathatatlanok és nagy hatást gyakoroltak a későbbi korok műszaki fejlesztésére, az automatizálásra, mert lényegében ez volt az első sikeres megoldás a szabadon programozható gépvezérlésre.

## A jacquard-vezérlés elve a szövőgépen

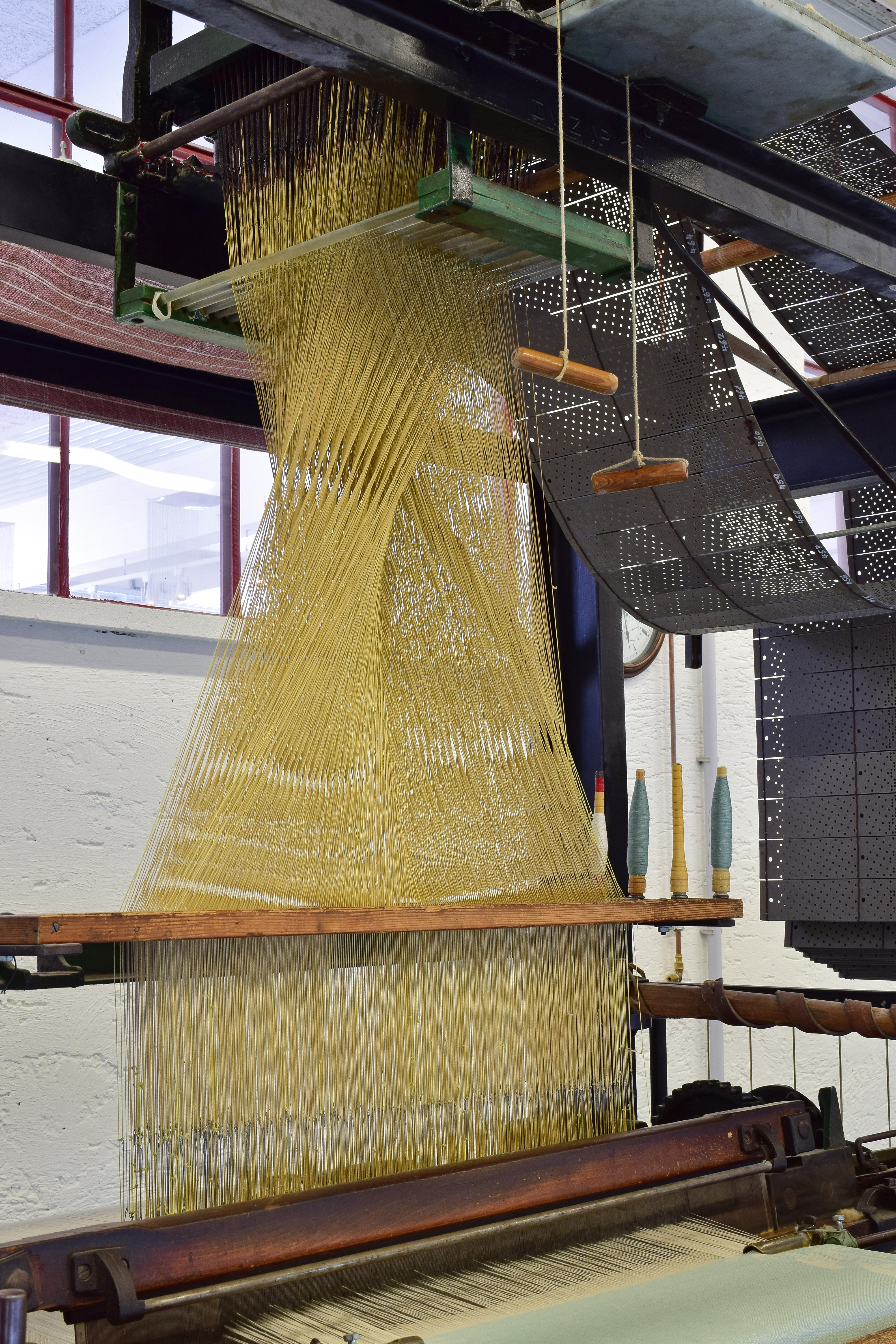
Szövőgép jacquard-rendszerű vezérlése

Az összefűzött kártyákat (1) egy hasábon (2) átvetve mozgatják. A hasábon a kártyákon levő lyukak mögött bemélyedések vannak. A hasáb a szövőgépen minden vetülékbevetés előtt egy osztással elfordul majd oldalmozgást végez, nekinyomva az éppen esedékes lyukkártyát egy sor pálcának (3). Ahol a pálca lyukat talál, ott behatol a hasábon a lyuk mögötti nyílásba és helyben marad, ahol viszont a kártya anyagába ütközik (vagyis olyan helyre, ahol nincs a kártyán lyuk), ott a hasáb oldalmozgása folytán a pálcát hátratolja. Minden pálca egy felül kampóban végződő függőleges rúdhoz (5) kapcsolódik  (ezeket a szaknyelv platináknak nevezi), amelynek kampója egy fel-le mozgó lemezbe (7) (ezt késnek nevezik) akad bele. Ha a pálca a kártyán lyukkal érintkezik, akkor tehát az 5 platina helyben marad és a tábla emelkedésekor a kampós végénél fogva felemelkedik. Ilyenkor felemeli a hozzá kapcsolt 4 zsinórok végén lógó, alul súllyal terhelt nyüstpálcákat (8), amelyek (6) nyílásán átfűztek egy láncfonalat. Ez a láncfonal tehát felemelkedik. Ha viszont a 3 pálca a lyukkártyán tömör résszel találkozik, akkor a 2 hasáb oldalmozgásakor hátra tolja ezt a pálcát és vele együtt a pálcához kapcsolt 5 platinát is, amelynek kampója ilyenkor eltávolodik a 7 késtől. Ez az 5 platina ilyenkor nem emelkedik fel, azaz a hozzá kapcsolódó láncfonal is lent marad. Amikor a láncfonalaknak ez a szétválogatása így lezajlott, megtörténik a vetülékfonal bevitele a lent maradt ill. felemelkedett láncfonalak közé, az ún. szádnyílásba. Ezután a 2 hasáb eltávolodik a pálcáktól, azokat a végükön levő rugó (9) ismét egy vonalba tolja, a hasáb egy osztással tovább fordul és egy újabb 1 kártyát állít a pálcák elé, amelyeken a lyukak a készítendő mintának megfelelően másféle elrendezésűek, tehát más láncfonal-csoportokat fognak emelkedésre ill. helyben maradásra vezérelni.
A minta minden sorának egy-egy lyukkártya felel meg. A lyukasztott kártyákat megfelelő sorrendben összefűzik és végül végtelenítik, hogy a minta folyamatosan ismétlődhessék a szövőgép működése folyamán. Amikor az összefűzött kártyák teljesen körbeértek, kialakul a mintaelem a hosszanti irányban. Egy-egy pálcához több zsinórt kapcsolnak, amelyek bizonyos távolságokban elhelyezkedő láncfonalakhoz tartoznak, így ezek a láncfonalak egyformán működnek, kialakítva ezzel a mintaelem szélességét.
Minden mintának tehát más-más lyukkártya-sorozatot kell készíteni. Egy bonyolult minta akár több ezer kártya megfelelő kilyukasztását és helyes sorrendben való összefűzését igényli.
Lényegében tehát a kártyán egy lyuk a láncfonal felemelkedését, a lyukak közötti tömör rész pedig a láncfonal helyben maradását (alsó helyzetét) eredményezi. Mivel ez a működési elv megfelel a digitális vezérlések „igen-nem” („0-1”) információ-párjának, a korszerű szövőgépeken lyukkártya-sor helyett ma már számítógéppel vezérlik a mintázást.

## A Jacquard ihlette további fejlesztések
A lyukkártyás vezérlés később több más feltalálót is megihletett. Charles Babbage brit matematikus 1837-ben egy mechanikus számítógépet („analitikai motort”) tervezett, amelyen a bemeneti adatokat lyukkártyákon tárolta. Herman Hollerith az Amerikai Egyesült Államokban 1880-ban tartott népszámlálás adatainak feldolgozására alkotott lyukkártyás adatfeldolgozó gépet. 1832-ben Szemjon Korszakov (1787-1853) módszereket dolgozott ki lyukkártyákon tárolt információk keresésére az orosz rendőrség számára. Alexander Bain skót órásmester (1811-1877) 1846-ban lyukszalagot készített szöveges üzenetek bevitelének céljára,
a vasúti távírón keresztül történő adattovábbítás meggyorsítására. 1881-ben 
Jules Carpentier (1851–1921) találta fel a lyukszalaggal vezérelt zenegépet. Charles Wheatstone (1802-1875) találmánya az 1867-ben elkészített szerkezet, amely morzekódok lyukszalagra rögzített sorozatával tudott szöveges üzeneteket küldeni.